# Junonia minuscula
Junonia minuscula är en fjärilsart som beskrevs av Hans Fruhstorfer 1906. Junonia minuscula ingår i släktet Junonia och familjen praktfjärilar. Inga underarter finns listade i Catalogue of Life.